# Gillis Hafström
Axel Gillis Hafström, född 3 januari 1841 i Göteborg, död 18 november 1909 i Stockholm, var en svensk konstnär. Han var farbror till Georg Hafström.
Han studerade vid Chalmersska slöjdskolan och därefter 1861–1865 vid Konstakademien. Åren 1866–1867 var han ordinarie lärare i teckning vid Uppsala högre elementarläroverk. Mellan 1870 och 1875 vistades han huvudsakligen i Düsseldorf och 1877–1878 i Paris, där han även studerade konsten att restaurera oljemålningar. Hafström blev agré av Konstakademien 1879. Han målade flera genremålningar. Hafström är representerad vid bland annat Nationalmuseum i Stockholm  och Norrköpings konstmuseum.

## Galleri

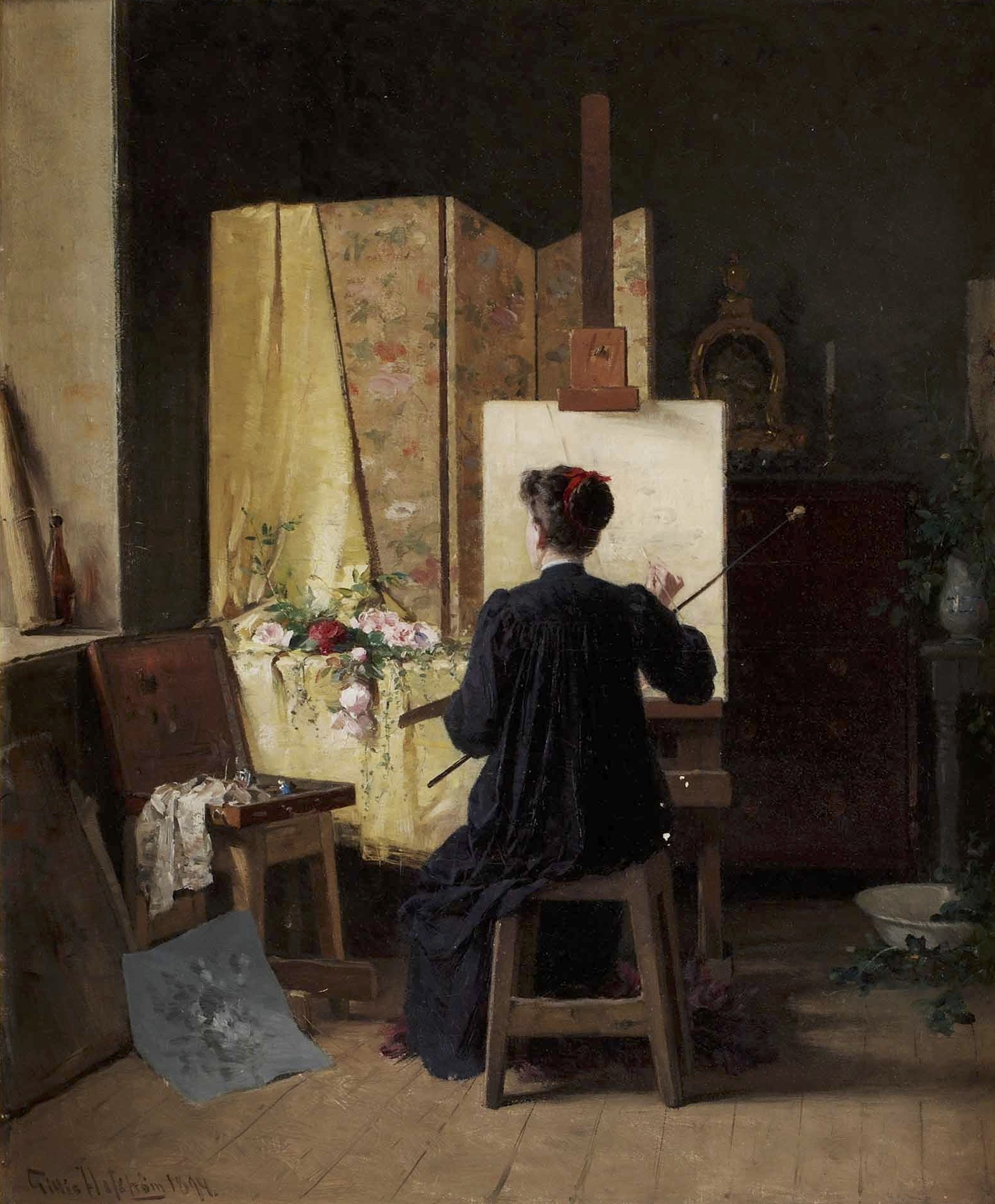
I ateljén (1894)
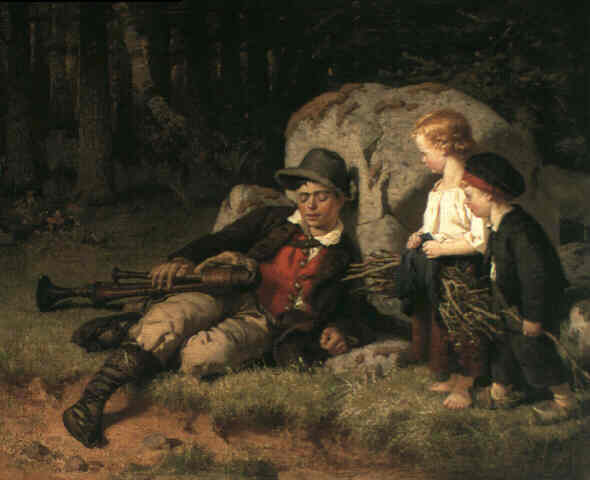
Sovande säckpipsblåsare
Reproduktion av teckning Avskedspredikan för emigranter